# Barbara Lindquist
Barbara Metz Lindquist (Wilmington, 1º luglio 1969) è un'ex triatleta statunitense.

## Carriera
Ha vinto la coppa del mondo di triathlon nel 2003.
Ha conseguito l'argento ai mondiali di Cancun del 2002 dietro alla britannica Leanda Cave.

## Titoli
- Coppa del mondo di triathlon - 2003
- Campionessa americana di triathlon (Élite) - 1999, 2002